# Francisco Javier González-Huix Fernández
Francisco Javier González-Huix Fernández (Barcelona, 2 de enero de 1957 - 4 de diciembre de 2020) fue un militar español de la Armada con rango de almirante. Desde 2017 hasta 2020 fue el 17.º Jefe del Estado Mayor Conjunto de la Defensa.

## Biografía
Nacido en Barcelona el 2 de enero de 1957, ingresó en la Escuela Naval Militar en agosto de 1975 y obtuvo el empleo de Alférez de Navío en julio de 1980. Ascendió a Teniente de Navío en julio de 1983, a Capitán de Corbeta en mayo de 1992, a Capitán de Fragata en diciembre de 1999, a Capitán de Navío en julio de 2006, a Contraalmirante en agosto de 2010, a Vicealmirante en junio de 2014 y a Almirante el 23 de junio de 2017.
Se graduó en la Escuela de Guerra Naval en julio de 1995 y en el 97.º Senior Course de NATO Defence College en febrero de 2001. En 2012 completó el curso NATO Senior Officers Policy, en la Escuela OTAN de Oberammergau y se graduó en el curso General Flag Officers and Ambassadors de NATO Defence College.
Submarinista y Especialista en Comunicaciones, ha realizado muchos otros cursos relacionados con su carrera.
Estuvo embarcado en la Fragata “Extremadura” y la Corbeta “Diana”. Fue Jefe de Operaciones de los submarinos “Delfín” y “Mistral” además de Jefe de órdenes de la 31.ª Escuadrilla de Escoltas. También, 2.º comandante del patrullero “Recalde” y del submarino “Tramontana”.
Mandó el Dragaminas “Odiel” en 1990/91, el submarino “Tramontana” en 1997/1999, la fragata “Santa María” 2003/04   –  desplegándose  5 meses en el Océano Índico y el Golfo Pérsico dentro la operación “Enduring Freedom” – y, finalmente, la Flotilla de Submarinos en 2007/09.
Fue Jefe de Estado Mayor de COMSTANAVFORMED en 2002/03 durante la operación “Active Endeavour”, y del COM SP HRF (M) HQ en 2005/07, donde estuvo  a cargo de la preparación y certificación de la NRF(National Retail Federation) en los ciclos 7 y 8.
Entre septiembre de 2011 y marzo de 2013 fue DCOS Operations en el HQ MC de Nápoles donde además fue designado DCOS OPS CTF 455 específicamente para la operación “Unified Protector” en Libia.
Entre mayo de 2013 y julio de 2016 fue Deputy Chief of Staff Joint Force Trainer en el Mando Aliado de Transformación en Norfolk.
Sus destinos en tierra fueron Jefe de la Estación Radio de la Armada, Consejero Técnico del SUBDEF, Oficial de Operaciones actuales en el EMACON, oficial de enlace (operaciones marítimas e inteligencia) en el USCENTCOM TAMPA, Jefe de la sección de Doctrina de la Jefatura de personal de la Armada y finalmente Jefe de la División de Operaciones del EM de la Armada.
El 24 de junio de 2017 fue nombrado Jefe del Estado Mayor Conjunto de la Defensa, cargo que ocupó hasta su cese el 5 de agosto de 2020.
Además de su idioma nativo, hablaba catalán, inglés, francés, italiano y portugués. Estaba casado y tenía tres hijos. Le gustaba la historia, leer, pescar y la caza.
Falleció en Madrid el 4 de diciembre de 2020 tras meses padeciendo cáncer de pulmón.

## Condecoraciones
- Gran Cruz del Mérito Naval
- Gran Cruz de San Hermenegildo
- 5 cruces al Mérito Naval
- Medalla de Uruguay
- Cruz al Mérito Militar
- Cruz al Mérito Aeronáutico
- 2 medallas OTAN (artículo y no-artículo 5)
- Medalla de Plata de Defensa de la República Francesa

Distintivos
- Distintivo del Estado Mayor de la Defensa